# Amphipsylla montium
Amphipsylla montium är en loppart som beskrevs av Jordan 1944. Amphipsylla montium ingår i släktet Amphipsylla och familjen smågnagarloppor. Inga underarter finns listade i Catalogue of Life.